# Apribocca

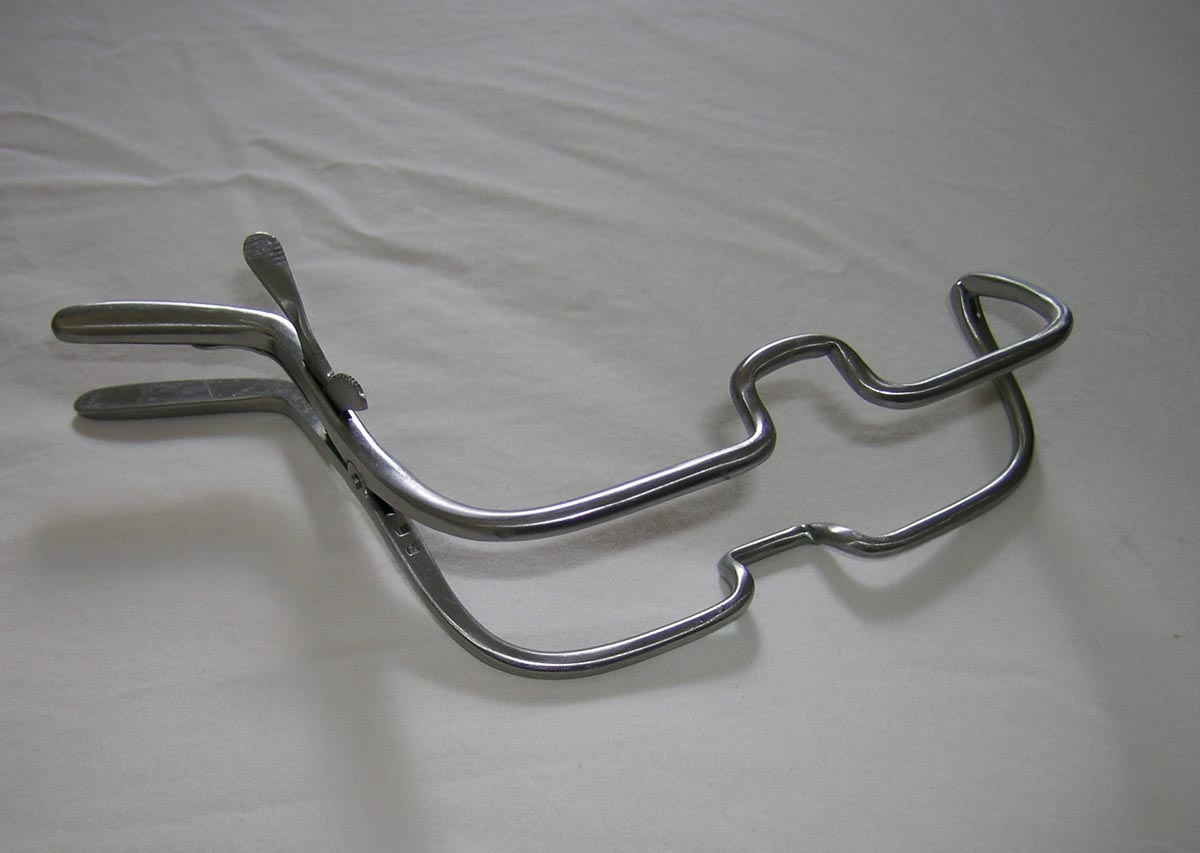
Apribocca in metallo

L'apribocca è uno strumento a forma di cuneo utilizzato in odontoiatria per permettere ai dentisti di lavorare nelle bocche di pazienti che hanno difficoltà a mantenere la bocca aperta per lungo tempo o che sono sottoposti a sedazione cosciente o anestesia generale. Prodotti in metallo o spesso in termoplastica vulcanizzata, sfruttano i quadranti opposti o i denti posteriori per permettere di tenere stabilmente divaricata la mandibola.